# Međugorska pećina
Međugorska pećina nalazi se na planini Šator, u području zvanom Međugorje koje je bogato različitim krškim fenomenima.
Na ulazu u pećinu nalazi se velika vrtača. U pećinu se može ući u dužini osam metara. Od ulaza, koji je na istoku, na lijevoj strani nalazi se jedna manja prostorija duga pet, a široka tri metra. U unutrašnjosti pećine nalazi se više otvora pa se pretpostavlja da oni vode u neispitane dijelove pećine.
Geomorfološki je spomenik prirode. 